# Ariel Bonilla
Ariel Felipe Bonilla Jaramillo (Santiago de Cali, 16 de agosto de 1988) es un futbolista colombiano que juega como defensa en el Club Deportivo Universitario de la Liga Panameña de Fútbol.

## Trayectoria

### Inicios
Su carrera futbolística inicia en la Escuela Sarmiento Lora de la ciudad Santiago de Cali.

### C.A. Peñarol
Luego de un breve paso en las inferiores del Once Caldas, a sus 17 años de edad pasa a formar parte del reconocido Club Atlético Peñarol realizando su correspondiente proceso y así, en el año 2007 ser integrante de la plantilla profesional del mismo Club, debutando a manos del técnico Gustavo Matosas.
Fue subcampeón en 2 ocasiones y campeón en 1 en el tiempo que milito en Peñarol.
Entre 2005 y 2006 estuvo en las inferiores sin llegar a debutar.
Entre el 2007 y 2009 estuvo con buen rendiemiento con el equipo profesional jugando 40 partidos.

### Millonarios F.C.
En el año 2010 se une a Millonarios Fútbol Club, posteriormente pasa a 2.ª división del Royal Charleroi Sporting Club de Bélgica.

### CD Plaza Amador
En el año 2011 llega a la Liga Panameña de Fútbol para formar parte del Club Deportivo Plaza Amador en la Primera División de Panamá, en el año 2014 es nombrado capitán del Club Deportivo Plaza Amador por tres temporadas consecutivas.

### Tauro F.C.
Para el año 2016  se une a la plantilla del Tauro Fútbol Club como principal refuerzo en la zona defensiva, continuando su desempeño durante el año 2017.

### Club Deportivo Universitario
Actualmente ingreso al Club deportivo que Jugó hasta el torneo Clausura 2018 en la Liga Panameña de Fútbol con el nombre Chorrillo FC, durante el año el club en mención tuvo que fusionarse con el CD Centenario de la Liga Nacional de Ascenso de Panamá y la Universidad Latina de Panamá y juntos crearon el nuevo Club de Fútbol. El Club Deportivo Universitario es un club de fútbol profesional y una entidad deportiva de la ciudad de Penonomé, provincia de Coclé, Panamá. 

## Clubes
| Club            | País     | Año           |
| --------------- | -------- | ------------- |
| Peñarol         | Uruguay  | 2005 - 2009   |
| Millonarios     | Colombia | 2010          |
| Royal Charleroi | Bélgica  | 2010 - 2011   |
| Plaza Amador    | Panamá   | 2011 - 2015   |
| Tauro           | Panamá   | 2016 - 2017   |
| Universitario   | Panamá   | 2017 - Actual |

## Estadísticas
| Club                  | Div.                | Temporada           | Liga  | Liga  | Copa Nacional | Copa Nacional | Copa Internacional | Copa Internacional | Total | Total |
| Club                  | Div.                | Temporada           | Part. | Goles | Part.         | Goles         | Part.              | Goles              | Part. | Goles |
| --------------------- | ------------------- | ------------------- | ----- | ----- | ------------- | ------------- | ------------------ | ------------------ | ----- | ----- |
| Peñarol · Uruguay     | 1.ª                 | 2007/08             | 20    | 0     | —             | —             | —                  | —                  | 20    | 0     |
| Peñarol · Uruguay     | 1.ª                 | 2008/09             | 20    | 0     | —             | —             | 0                  | 0                  | 20    | 0     |
| Total Peñarol         | Total Peñarol       | Total Peñarol       | 40    | 0     | 0             | 0             | 0                  | 0                  | 40    | 0     |
| Plaza Amador · Panamá | 1.ª                 | 2011                | 1     | 0     | —             | —             | —                  | —                  | 1     | 0     |
| Plaza Amador · Panamá | 1.ª                 | 2012/13             | 20    | 0     | —             | —             | —                  | —                  | 20    | 0     |
| Plaza Amador · Panamá | 1.ª                 | 2013/14             | 29    | 2     | —             | —             | —                  | —                  | 29    | 2     |
| Plaza Amador · Panamá | 1.ª                 | 2014/15             | 32    | 0     | 3             | 0             | —                  | —                  | 35    | 0     |
| Plaza Amador · Panamá | 1.ª                 | 2015/16             | 12    | 0     | 3             | 0             | —                  | —                  | 15    | 0     |
| Total Plaza Amador    | Total Plaza Amador  | Total Plaza Amador  | 94    | 2     | 6             | 0             | 0                  | 0                  | 100   | 2     |
| Tauro · Panamá        | 1.ª                 | 2015/16             | 15    | 0     | —             | —             | —                  | —                  | 15    | 0     |
| Tauro · Panamá        | 1.ª                 | 2016/17             | 15    | 1     | 2             | 0             | —                  | —                  | 17    | 1     |
| Tauro · Panamá        | 1.ª                 | 2017/18             | 7     | 0     | —             | —             | —                  | —                  | 7     | 0     |
| Total Tauro           | Total Tauro         | Total Tauro         | 37    | 1     | 2             | 0             | 0                  | 0                  | 39    | 1     |
| Total en su carrera   | Total en su carrera | Total en su carrera | 171   | 3     | 8             | 0             | 0                  | 0                  | 179   | 3     |

## Habilidades
Ariel Bonilla se caracteriza por ser un jugador que se adapta a cualquier sistema táctico defensivo, se desempeña como central o lateral izquierdo. Es un jugador técnico, rápido y agresivo en la marca, con excelente dominio de juego aéreo.

### Logros internacionales
- Campeón /Copa Carlos Gardel y campeón Copa Torino con el Club Atlético Peñarol Uruguay.
- Campeón/ Liga Cable Onda LPF Clausura 2017.